# Connor Downs
Connor Downs är en by i distriktet Cornwall i grevskapet Cornwall i England. Byn är belägen 5 km från Hayle. Orten har 1 564 invånare (2018).